# 蘭西爾犬
蘭西爾犬是歐亞大陸的長毛犬品種之一。屬於工作犬，常在搜救工作中看到。
很多育犬协会认为“兰西尔犬”只是纽芬兰犬一个简单的（有）黑白（皮毛的）变种。但世界犬业联盟（FCI）将其识别为一个独立品种。

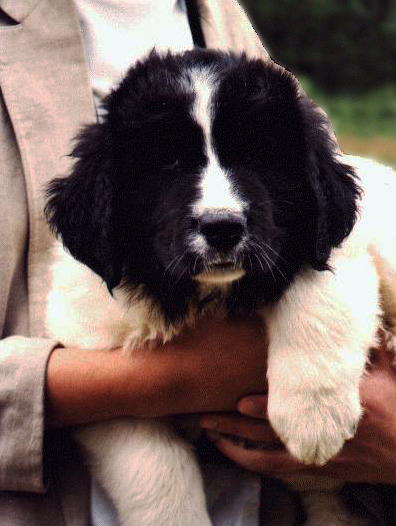
雌的蘭西爾幼犬